# Бор (Брестская область)
Бор (бел. Бор) — деревня в Барановичском районе Брестской области Белоруссии. Входит в состав Жемчужненского сельсовета. Расположена в 19,5 км к северо-западу от центра Барановичей и в 11 км к северо-западу от центра сельсовета, агрогородка Жемчужный. Население — 27 человек (2023).

## История
Деревня возникла в послевоенное советское время. До 1985 года входила в состав Перховичского сельсовета. 

## Население
По состоянию на 1 января 2023 года в деревне проживало 27 человек в 22 хозяйствах, в том числе 1 моложе трудоспособного возраста, 10 — в трудоспособном возрасте и 16 — старше трудоспособного возраста. 
| Численность населения (по переписи) | Численность населения (по переписи) | Численность населения (по переписи) | Численность населения (по переписи) |
| 1959                                | 1999                                | 2009                                | 2019                                |
| ----------------------------------- | ----------------------------------- | ----------------------------------- | ----------------------------------- |
| 231                                 | ↘85                                 | ↘42                                 | ↘33                                 |